# Bradburia
Bradburia là một chi thực vật có hoa trong họ Cúc (Asteraceae).

## Loài
Chi Bradburia gồm các loài: